# Aeluropus
Aeluropus  Trin. é um género botânico pertencente à família Poaceae, subfamília Chloridoideae, tribo Eragrostideae.
O gênero é composto por aproximadamente 30 espécies. São encontradas na Europa, Africa e Ásia.

## Sinonímia
- Aelbroeckia De Moor (SUS)
- Chamaedactylis T.Nees

## Principais espécies
- Aeluropus brevifolius (J.Koenig ex Willd.) Ness ex Asch.
- Aeluropus lagopoides (L.) Thwaites
- Aeluropus littoralis (Gouan) Parl.
- Aeluropus macrostachyus Hack.
- Aeluropus pungens (M.Bieb.) K.Koch
- «PPP-Index Lista de espécies»